# Hansheinrich Dransmann

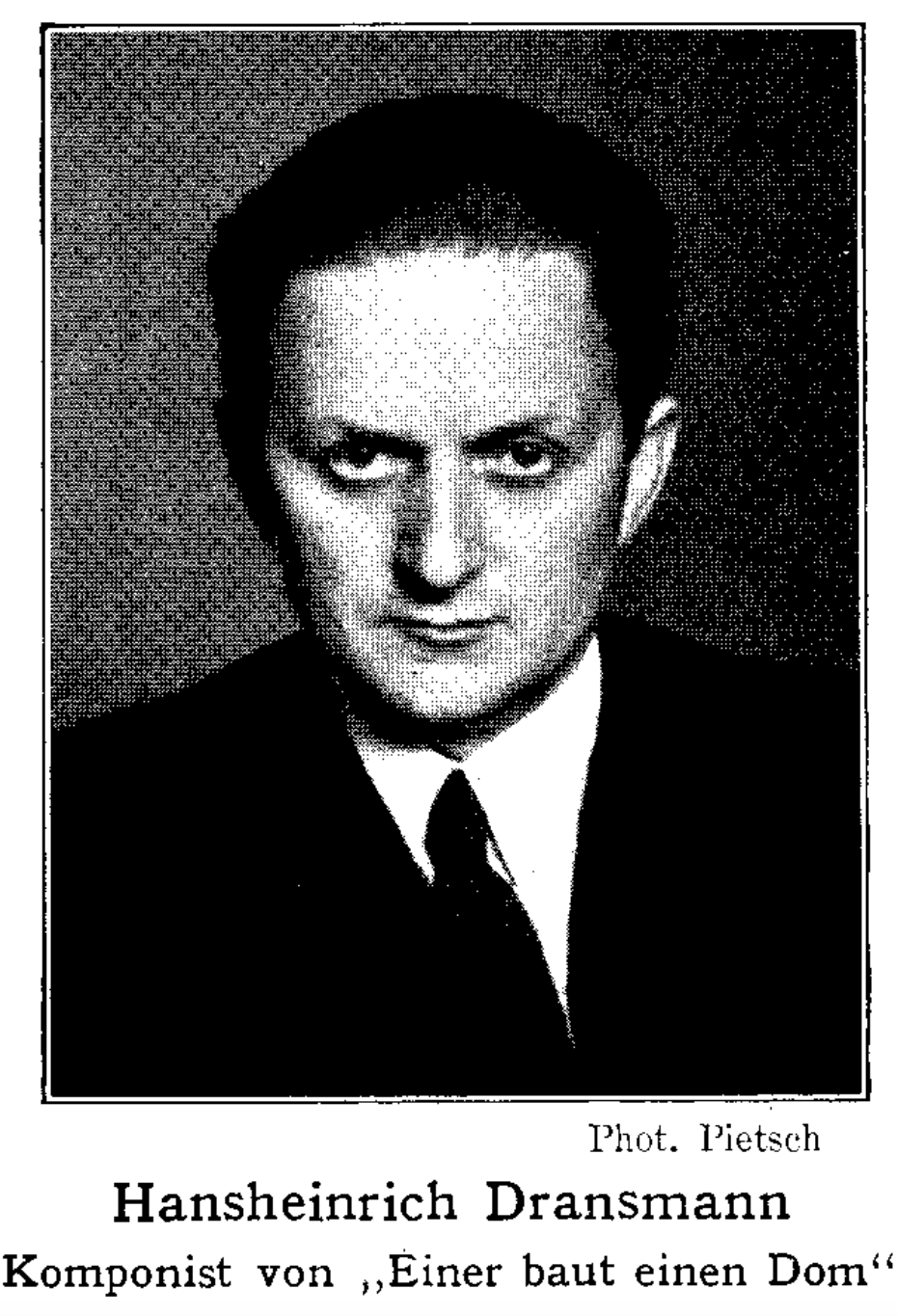
Hansheinrich Dransmann (1935)

Hansheinrich Dransmann (* 12. April 1894 in Hagen am Teutoburger Wald / Niedersachsen; † 25. November 1964 in Hamburg) (auch Hans Heinrich Dransmann, Künstlername Jack Drooning) war ein Kapellmeister und Komponist.

## Tätigkeiten als Kapellmeister und Komponist
Dransmann leitete in den 1920er Jahren die Kinokapellen in verschiedenen Berliner Lichtspieltheatern, u. a. das zeitweise bis zu 60 Musiker starke Orchester am Titania-Palast in Berlin-Steglitz und war als Dirigent auch am Berliner Rundfunk zu hören. Dransmann schrieb und dirigierte Begleitmusiken für Stummfilme, komponierte aber auch Operetten- und Unterhaltungsmusik.
Für Carl Froelich vertonte Dransmann drei Filme, für Gerhard Lamprecht zwei. Als seine gelungensten Kompositionen für das Kino gelten die Partituren zu Conrad Wienes „Unter Ausschluß der Öffentlichkeit“ (1927), Victor Jansons „Die Königin seines Herzens“ (1928) und Hans Behrendts „Die Regimentstochter“ (1929). Eine besondere Leistung stellte seine nach indischen Originalmotiven geschriebene Musik zu dem religiösen Filmepos „Die Leuchte Asiens / Prem Sanyas“ (1925, Untertitel „Gotama Buddhas Kampf um Liebe und Entsagung“) dar, das Franz Osten an Originalschauplätzen in Indien gedreht hatte.
Mit kleinen Ensembles nahm er als Dirigent für Electrola um 1930 mehrere Schallplatten auf. In der Zeit des Dritten Reiches vertonte Dransmann, der zum 1. Januar 1932 der NSDAP beigetreten war (Mitgliedsnummer 893.717), die 1934 unter dem Titel „Einer baut einen Dom…“ erschienenen „Freiheitsgedichte“ des westfälischen NS-Kulturfunktionärs Carl Maria Holzapfel (1890–1945). Zwischen 1939 und 1943 war er Direktor des Lessingtheaters in Berlin.
Dransmann starb 1964 im 70. Lebensjahr.

## Werke

### Stummfilmbegleitmusik
- Allegro grazioso: Kinothek „Allegro-Serie“, Sam Fox-Musikverlag Berlin [1919–1933], Band 1 b Nr. 3[11]
- Clownery / Sam Fox-Musikverlag Berlin [1919–1933]
- Heroische Elegie / Kirmes : Musikverlag Heinrichshofen, Magdeburg
- Übermut. Lustige Szene / bearb. von A. Wilke: Wien, Universal-Edition[12]

### Musiktheater
- Caramba | Operette 1931. Textdichter : H. Haberer Helasco u. Theo Halton[13]
- Münchhausens letzte Lüge. Heitere Oper in 1 Vorspiel und 3 Akten. Textdichter: Theo Halton. 1933, uraufgeführt in Dortmund am 18. Mai 1934[14][15][16]

### Chorwerk
- Einer baut einen Dom, für Alt, Tenor, Bariton, Chor und Orchester. Text von Carl Maria Holzapfel, Heyer, Berlin u. Leipzig 1934[17][18]

## Tondokumente (Auswahl)
Für die Schallplatte dirigierte Dransmann Film- und Unterhaltungsmusik:
- Electrola E.G. 1686 / mx. 60-699 / BNR.651-I, Salon-Orchester. Dirigent: Kapellmeister Hansheinrich Dransmann: Schmetterlings-Reigen (Clemens Schmalstich). Aufgenommen in der Singakademie zu Berlin.
- Electrola E.G. 1803 / mxx. 60-858 / BNR.652-II + 60-859 / BNR.653-I, Grosses Salon-Orchester, Dirigent: Hansheinrich Dransmann : An den blauen Wassern von Hawaii, 1. u. 2. Teil (aus dem Film „Weiße Schatten“) (Albert W. Ketèlbey)[20]
- Electrola E.G. 1805 / mx. 60-863 / BNR.650-II, Salon-Orchester. Dirigent: Kapellmeister Hansheinrich Dransmann : Zirkusvolk (Fr. Kark), aufgen. 22. August 1929.

Andere Künstler spielen Kompositionen von Dransmann:
- Ach, Gott, ich bin ja so verliebt (Hans Heinrich Dransmann) a.d. Optte „Caramba“: Barnabás von Géczy und sein Orchester. Parlophon B. 48 039 (mx. 133.183)
- Das Glück klopft heut’ an meine Tür — Slow Foxtrot (Hans Heinrich Dransmann) aus dem Film „Gesangsverein Sorgenfrei“ : Barnabás von Géczy und sein Orchester. Parlophon B. 48 039 (mx. 133.184), aufgen. 24. Juni 1931.[21]

## Filmografie
Hansheinrich Dransmann komponierte die Begleitmusik zu folgenden Filmen:
- 1922: Jimmy, ein Schicksal von Mensch und Tier
- 1924: Die Kleine aus der Konfektion
- 1925: Grüß mir das blonde Kind vom Rhein
- 1925: Die Leuchte Asiens
- 1925: Hanseaten
- 1925: Kammermusik
- 1927: Unter Ausschluß der Öffentlichkeit
- 1927: Die Königin seines Herzens
- 1928: Der Piccolo vom Goldenen Löwen
- 1928: Sensations-Prozess
- 1928: Das letzte Fort
- 1928: Saxophon-Susi
- 1928: Die Regimentstochter
- 1928: Anastasia, die falsche Zarentochter
- 1928: Ossi hat die Hosen an
- 1928: Die seltsame Nacht der Helga Wangen
- 1928: Die Dame in Schwarz
- 1928: Eva in Seide
- 1928: Diebe
- 1928: Lemkes sel. Witwe
- 1928: Unter der Laterne
- 1928: Die tolle Komteß
- 1928: Ein Mädel und drei Clowns
- 1929: Waterloo
- 1929: Kinder der Straße
- 1929: Die Frau, die jeder liebt, bist Du!
- 1929: Die Zirkusprinzessin
- 1929: Der schwarze Domino
- 1929: Geschminkte Jugend
- 1929: Großstadtschmetterling
- 1929: Mädchen am Kreuz
- 1929: Die Ehe
- 1929: Im Prater blüh’n wieder die Bäume
- 1929: Das grüne Monokel
- 1929: Bobby, der Benzinjunge
- 1929: Ja, Ja, die Frau’n sind meine schwache Seite
- 1929: Sündig und süß
- 1929: Wenn der weiße Flieder wieder blüht
- 1929: Peter, der Matrose
- 1929: Ludwig der Zweite, König von Bayern
- 1930: Masken
- 1931: Gesangverein Sorgenfrei (auch Produktionsleitung)